# Геометричні характеристики перерізів

Площа поперечного перерізу та статичний момент плоскої фігури у декартовій системі координат

Геометри́чні характери́стики пере́різів — числові величини (параметри), що визначають розміри, форму, розташування поперечного перерізу однорідного за пружними властивостями деформівного елемента конструкції і, як наслідок, характеризують опір цього елемента різним видам деформації.

## Площа поперечного перерізу
Розглянемо довільний поперечний переріз. Виділимо нескінченно малий елемент dA, положення якого в прямокутній системі координат визначається величинами x і y. У загальному випадку площа поперечного перерізу визначається у вигляді
{\displaystyle A=\int \limits _{A}dA.}
Ця величина завжди додатна, має розмірність довжини в другій степені і виміряється у м², см², мм².
Площа поперечного перерізу бруса є геометричною характеристикою його міцності й жорсткості не завжди, а лише при рівномірному розподілі механічних напружень у поперечному перерізі. При нерівномірному розподілі напружень, що має місце при роботі бруса в умовах кручення, його міцність і механічна жорсткість залежать уже від інших геометричних характеристик.

## Статичний момент плоскої фігури
Статичний момент плоскої фігури (англ. First moment of area) відносно осі х або у дорівнює добутку усієї площі фігури на відстань від її центру ваги до цієї осі.
Розглянемо переріз у довільній декартовій прямокутній системі координат xOy. Виберемо елемент площі dA. Тоді величина
{\displaystyle S_{x}=\int \limits _{A}y\,dA}
буде називатися статичним моментом площі A відносно осі х.
Аналогічно {\displaystyle S_{y}=\int \limits _{A}x\,dA} — статичний момент цієї площі відносно осі y.
Розмірність статичних моментів площі — одиниці довжини в третьому степені (м³, см³). Статичні моменти площі можуть бути додатними, від'ємними та рівними нулю.

## Координати центра тяжіння

Визначення координат центра тяжіння

Розглянемо той же переріз при паралельному переносі осей x1 = x — b; y1 = y — a.
За визначенням:
{\displaystyle S_{x_{1}}=\int \limits _{A}y_{1}dA=\int \limits _{A}(y-a)dA=S_{x}-aA}
{\displaystyle S_{y_{1}}=\int \limits _{A}x_{1}dA=\int \limits _{A}(x-b)dA=S_{y}-bA}
Очевидно, що величини a і b можуть набувати довільних значень. Виберемо їх так, щоб виконувалися умови
{\displaystyle S_{x}=a\cdot A}, {\displaystyle S_{y}=b\cdot A}
Тоді, {\displaystyle S_{x_{1}}=0}, {\displaystyle S_{y_{1}}=0}, і осі x1, y1 називаються центральними осями, а точка їх перетину — центром тяжіння (ваги) перерізу. Отже, положення центра тяжіння перерізну (точка C) визначається виразами
{\displaystyle x_{0}={\frac {S_{y}}{A}}}, {\displaystyle y_{0}={\frac {S_{x}}{A}}},
Для випадків, коли переріз може бути розбитий на прості складові частини, площі й координати центрів тяжіння яких відомі, положення центра тяжіння всього перерізу визначають за формулами:
{\displaystyle x_{0}={\frac {S_{y}}{A}}={\frac {\sum \limits _{i=1}^{n}A_{i}\cdot x_{i}}{\sum \limits _{i=1}^{n}A_{i}}}},
{\displaystyle y_{0}={\frac {S_{x}}{A}}={\frac {\sum \limits _{i=1}^{n}A_{i}\cdot y_{i}}{\sum \limits _{i=1}^{n}A_{i}}}}.

## Моменти інерції плоских перерізів
Моменти інерції плоских перерізів (англ. Second moment of area або англ. second moment of inertia). Розрізняють такі види моментів інерції плоских перерізів (фігур).

### Осьовий момент інерції
Осьовий момент інерції відносно розглянутої осі — сума добутків елементарних площ dA на квадрат їх відстаней до цієї осі, взята по всій площі перерізу A.
{\displaystyle J_{x}=\int _{A}y^{2}dA;}
{\displaystyle J_{y}=\int _{A}x^{2}dA.}

### Полярний момент інерції
Полярний момент інерції відносно даної точки — сума добутків елементарних площ dA на квадрати їх відстаней {\displaystyle \rho ^{2}=y^{2}+z^{2}} До цієї точки, взята по всій площі перерізу A:
{\displaystyle J_{\rho }=\int _{A}{\rho }^{2}dA}
{\displaystyle J_{\rho }=J_{x}+J_{y}.}

### Відцентровий момент інерції
Відцентровий момент інерції відносно осей координат — сума добутків елементарних площ dA на їх відстані до цих осей, взята по всій площі перерізу A:
{\displaystyle J_{xy}=\int _{A}xydA}
Відцентровий момент інерції мають розмірність м4 і може бути додатнім, від'ємним і рівним нулю. Осі, відносно яких відцентровий момент інерції дорівнює нулю, називаються головними центральними осями.

## Момент опору

### Осьовий момент опору
Осьовий момент опору відносно заданої осі — величина рівна моменту інерції відносно тієї ж осі віднесеному до відстані до найвіддаленішої від цієї осі точки перерізу:
{\displaystyle W_{x}={\frac {J_{x}}{y_{max}}}};
{\displaystyle W_{y}={\frac {J_{y}}{x_{max}}}}.

### Полярний момент опору
Полярний момент опору аналогічно обчислюється за формулою:
{\displaystyle W_{p}={\frac {J_{p}}{\rho _{max}}}},
де {\displaystyle \rho _{max}} — радіус розташування найвіддаленішої від осі кручення точки перерізу.

## Радіус інерції
Момент інерції фігури відносно довільної осі можна представити у вигляді добутку площі фігури на квадрат величини, яку називають радіусом інерції:
{\displaystyle I_{x}=\int \limits _{A}y^{2}dA=Ai_{x}^{2},}
де {\displaystyle i_{x}} — радіус інерції відносно осі x. Тоді:
{\displaystyle i_{x}={\sqrt {\frac {I_{x}}{A}}};} {\displaystyle i_{y}={\sqrt {\frac {I_{y}}{A}}}.}